# دانشفر
دانشفر نام خانوادگی افراد زیر است:
- ادریس دانشفر، والیبالیست ایرانی
- حسن دانشفر، خوش‌نویس ایرانی